# Insaf el-Harkaoui
Insaf el-Harkaoui (* 1978), auch Incaf el-Harkaoui, ist eine ehemalige marokkanische Fußballschiedsrichterin.
Von 2015 bis 2019 stand sie auf der Liste der FIFA-Schiedsrichter und leitete internationale Fußballspiele.
El-Harkaoui wurde für zwei Afrika-Cups der Frauen nominiert. Bei der Afrikameisterschaft 2012 in Äquatorialguinea und der Afrikameisterschaft 2014 in Namibia leitete sie jeweils ein Spiel in der Gruppenphase.